# Hiệp hội bóng đá Eswatini
Hiệp hội bóng đá quốc gia Eswatini (tiếng Anh: Eswatini Football Association) là tổ chức quản lý, điều hành các hoạt động bóng đá ở Eswatini. Hiệp hội quản lý đội tuyển bóng đá quốc gia Eswatini, tổ chức các giải bóng đá như vô địch quốc gia và cúp quốc gia. Hiệp hội bóng đá Eswatini gia nhập FIFA năm 1978 và CAF năm 1976.